# مرحلة المجموعات في الدوري الأوروبي 2010–11
تقدم هذه المقالة تفاصيل مرحلة المجموعات في الدوري الأوروبي 2010–11.
شملت هذه المرحلة 48 فريق: حامل اللقب، أتلتيكو مدريد، والفائزين الـ37 في جولة المباراة الفاصلة، والفرق الخاسرة من جولة المباراة الفاصلة لدوري الأبطال.
أيام المباريات كانت 16 سبتمبر، 30 سبتمبر، 21 أكتوبر، 4 نوفمبر، 1–2 ديسمبر، و15–16 ديسمبر.

## الفرق
أجريت قرعة مرحلة المجموعات في موناكو يوم 27 أغسطس 2010 الساعة الواحدة ظهراً (ت ع م+2).
| تقدم متصدر وثاني المجموعة إلى دور الـ32 |

| الوعاء 1                | الوعاء 1 |
| الفريق                  | معامل    |
| ----------------------- | -------- |
| أتلتيكو مدريد TH        | 63.951   |
| نادي ليفربول            | 115.371  |
| نادي إشبيلية CL-n       | 108.951  |
| نادي بورتو              | 76.659   |
| نادي فياريال            | 70.951   |
| نادي سيسكا موسكو        | 66.758   |
| نادي آيندهوفن           | 66.309   |
| زينيت سانت بطرسبرغ CL-n | 61.258   |
| يوفنتوس                 | 59.867   |
| سبورتينغ لشبونة         | 57.659   |
| نادي شتوتغارت           | 52.841   |
| إي زد ألكمار            | 48.309   |

| الوعاء 2                | الوعاء 2 |
| الفريق                  | معامل    |
| ----------------------- | -------- |
| نادي ستيوا بوخارست      | 47.898   |
| نادي ليل                | 46.748   |
| دينامو كييف CL-n        | 42.910   |
| نادي رويال أندرلخت CL-c | 42.580   |
| باير 04 ليفركوزن        | 40.841   |
| باريس سان جيرمان        | 39.748   |
| نادي كلوب بروج          | 36.580   |
| نادي باليرمو            | 35.867   |
| نادي خيتافي             | 33.951   |
| نادي بشكتاش             | 33.890   |
| مانشستر سيتي            | 33.371   |
| نادي سامبدوريا CL-n     | 30.867   |

| الوعاء 3              | الوعاء 3 |
| الفريق                | معامل    |
| --------------------- | -------- |
| سبارتا براغ CL-c      | 27.395   |
| أيك أثينا             | 25.979   |
| نادي ميتاليست خاركيف  | 25.410   |
| ليفسكي صوفيا          | 25.400   |
| نادي روسنبورغ CL-c    | 23.980   |
| ريد بل زالتسبورغ CL-c | 19.915   |
| سسكا صوفيا            | 15.400   |
| نادي أودنسه           | 14.970   |
| نادي نابولي           | 14.867   |
| بوروسيا دورتموند      | 14.841   |
| نادي دينامو زغرب      | 14.466   |
| باتي بوريسوف          | 13.308   |

| الوعاء 4                | الوعاء 4 |
| الفريق                  | معامل    |
| ----------------------- | -------- |
| أريس تسالونيكي          | 12.979   |
| رابيد فيينا             | 11.915   |
| نادي باوك               | 11.479   |
| لخ بوزنان               | 11.008   |
| نادي كارباتي لفيف       | 7.910    |
| نادي يانغ بويز CL-n     | 7.675    |
| نادي أوترخت             | 7.309    |
| نادي غينت               | 6.580    |
| نادي لوزان              | 5.675    |
| نادي شريف تيراسبول CL-c | 5.458    |
| نادي دبرتسني            | 5.350    |
| هايدوك سبليت            | 3.466    |

## المجموعات
الأوقات لغاية نهاية أكتوبر حسب توقيت وسط أوروبا الصيفي، وبعد ذلك الأوقات حسب توقيت وسط أوروبا.

### المجموعة أ
| م | الفريق           | لعب | ف | ت | خ | أ.له | أ.ع | أ.ف | نقاط | التأهل                    |
| - | ---------------- | --- | - | - | - | ---- | --- | --- | ---- | ------------------------- |
| 1 | مانشستر سيتي     | 6   | 3 | 2 | 1 | 11   | 6   | +5  | 11   | يتقدم لمرحلة خروج المغلوب |
| 2 | لخ بوزنان        | 6   | 3 | 2 | 1 | 11   | 8   | +3  | 11   | يتقدم لمرحلة خروج المغلوب |
| 3 | يوفنتوس          | 6   | 0 | 6 | 0 | 7    | 7   | 0   | 6    |                           |
| 4 | ريد بل زالتسبورغ | 6   | 0 | 2 | 4 | 1    | 9   | −8  | 2    |                           |

| ريد بل زالتسبورغ | 0–2   | مانشستر سيتي                           |
| ---------------- | ----- | -------------------------------------- |
|                  | تقرير | دافيد سيلفا 8' · جو (لاعب كرة قدم) 63' |

| يوفنتوس                                            | 3–3   | لخ بوزنان                               |
| -------------------------------------------------- | ----- | --------------------------------------- |
| جورجيو كيلليني 45+2'، 50' · أليساندرو دل بييرو 68' | تقرير | أرتيموس رودنيفس 14' (ركلة.)، 30'، 90+2' |

| لخ بوزنان                                | 2–0   | ريد بل زالتسبورغ |
| ---------------------------------------- | ----- | ---------------- |
| مانويل اربوليدا 47' · سوافومير بيشكو 80' | تقرير |                  |

| مانشستر سيتي   | 1–1   | يوفنتوس                |
| -------------- | ----- | ---------------------- |
| آدم جونسون 37' | تقرير | فينتشينزو ياكوينتا 10' |

| مانشستر سيتي                    | 3–1   | لخ بوزنان     |
| ------------------------------- | ----- | ------------- |
| إيمانويل أديبايور 13'، 25'، 73' | تقرير | Tshibamba 50' |

| ريد بل زالتسبورغ | 1–1   | يوفنتوس           |
| ---------------- | ----- | ----------------- |
| دوشان شفينتو 36' | تقرير | ميلوش كراسيتش 47' |

| لخ بوزنان                                                | 3–1   | مانشستر سيتي          |
| -------------------------------------------------------- | ----- | --------------------- |
| ديميتري انياتش 31' · مانويل اربوليدا 86' · Możdżeń 90+1' | تقرير | إيمانويل أديبايور 51' |

| يوفنتوس | 0–0   | ريد بل زالتسبورغ |
| ------- | ----- | ---------------- |
|         | تقرير |                  |

| مانشستر سيتي                             | 3–0   | ريد بل زالتسبورغ |
| ---------------------------------------- | ----- | ---------------- |
| ماريو بالوتيلي 18'، 65' · آدم جونسون 78' | تقرير |                  |

| لخ بوزنان           | 1–1   | يوفنتوس                |
| ------------------- | ----- | ---------------------- |
| أرتيموس رودنيفس 12' | تقرير | فينتشينزو ياكوينتا 84' |

| ريد بل زالتسبورغ | 0–1   | لخ بوزنان  |
| ---------------- | ----- | ---------- |
|                  | تقرير | Štilić 30' |

| يوفنتوس       | 1–1   | مانشستر سيتي |
| ------------- | ----- | ------------ |
| Giannetti 43' | تقرير | جو 77'       |

### المجموعة ب
| م | الفريق        | لعب | ف | ت | خ | أ.له | أ.ع | أ.ف | نقاط | التأهل                    |
| - | ------------- | --- | - | - | - | ---- | --- | --- | ---- | ------------------------- |
| 1 | باير ليفركوزن | 6   | 3 | 3 | 0 | 8    | 2   | +6  | 12   | يتقدم لمرحلة خروج المغلوب |
| 2 | أريس          | 6   | 3 | 1 | 2 | 7    | 5   | +2  | 10   | يتقدم لمرحلة خروج المغلوب |
| 3 | أتلتيكو مدريد | 6   | 2 | 2 | 2 | 9    | 7   | +2  | 8    |                           |
| 4 | روسنبورغ      | 6   | 1 | 0 | 5 | 3    | 13  | −10 | 3    |                           |

| أريس تسالونيكي | 1–0   | أتلتيكو مدريد |
| -------------- | ----- | ------------- |
| خافيتو 59'     | تقرير |               |

| باير 04 ليفركوزن                                | 4–0   | نادي روسنبورغ |
| ----------------------------------------------- | ----- | ------------- |
| باتريك هيلمس 4'، 58'، 61' · شتيفان راينارتس 38' | تقرير |               |

| نادي روسنبورغ                  | 2–1   | أريس تسالونيكي  |
| ------------------------------ | ----- | --------------- |
| Moldskred 37' · رادي بريكا 68' | تقرير | كارلوس رويز 43' |

| أتلتيكو مدريد             | 1–1   | باير 04 ليفركوزن |
| ------------------------- | ----- | ---------------- |
| سيماو سابروسا 51' (ركلة.) | تقرير | إرين دردييوك 39' |

| أتلتيكو مدريد                                         | 3–0   | نادي روسنبورغ |
| ----------------------------------------------------- | ----- | ------------- |
| دييغو غودين 17' · سيرخيو أغويرو 66' · دييغو كوستا 78' | تقرير |               |

| أريس تسالونيكي | 0–0   | باير 04 ليفركوزن |
| -------------- | ----- | ---------------- |
|                | تقرير |                  |

| نادي روسنبورغ      | 1–2   | أتلتيكو مدريد                       |
| ------------------ | ----- | ----------------------------------- |
| ماركوس هنريكسن 52' | تقرير | سيرخيو أغويرو 4' · تياغو مينديز 84' |

| باير 04 ليفركوزن | 1–0   | أريس تسالونيكي |
| ---------------- | ----- | -------------- |
| أرتورو فيدال 90' | تقرير |                |

| أتلتيكو مدريد                        | 2–3   | أريس تسالونيكي                                |
| ------------------------------------ | ----- | --------------------------------------------- |
| دييغو فورلان 11' · سيرخيو أغويرو 16' | تقرير | Koke 2'، 51' (ركلة.) · نيكولاوس لازاريديس 81' |

| نادي روسنبورغ | 0–1   | باير 04 ليفركوزن |
| ------------- | ----- | ---------------- |
|               | تقرير | سيدني سام 35'    |

| أريس تسالونيكي                            | 2–0   | نادي روسنبورغ |
| ----------------------------------------- | ----- | ------------- |
| دانيل كيساريتش 45+1' · ريكاردو فاتي 90+2' | تقرير |               |

| باير 04 ليفركوزن | 1–1   | أتلتيكو مدريد   |
| ---------------- | ----- | --------------- |
| باتريك هيلمس 69' | تقرير | فران ميريدا 72' |

### المجموعة ج
| م | الفريق          | لعب | ف | ت | خ | أ.له | أ.ع | أ.ف | نقاط | التأهل                    |
| - | --------------- | --- | - | - | - | ---- | --- | --- | ---- | ------------------------- |
| 1 | سبورتينغ لشبونة | 6   | 4 | 0 | 2 | 14   | 6   | +8  | 12   | يتقدم لمرحلة خروج المغلوب |
| 2 | ليل             | 6   | 2 | 2 | 2 | 8    | 6   | +2  | 8    | يتقدم لمرحلة خروج المغلوب |
| 3 | غينت            | 6   | 2 | 1 | 3 | 8    | 13  | −5  | 7    |                           |
| 4 | ليفسكي صوفيا    | 6   | 2 | 1 | 3 | 6    | 11  | −5  | 7    |                           |

| نادي ليل           | 1–2   | سبورتينغ لشبونة                  |
| ------------------ | ----- | -------------------------------- |
| بيير-ألان فراو 57' | تقرير | Vukčević 11' · هيلدر بوستيغا 34' |

| ليفسكي صوفيا                                    | 3–2   | نادي غينت                            |
| ----------------------------------------------- | ----- | ------------------------------------ |
| جواوزينيو 42' · Dembélé 60' · سيرجينهو غرين 84' | تقرير | راندال أزوفيفا 23' · ماركو شولير 48' |

| نادي غينت        | 1–1   | نادي ليل           |
| ---------------- | ----- | ------------------ |
| ستيجن دي سميت 5' | تقرير | بيير-ألان فراو 21' |

| سبورتينغ لشبونة                                                                             | 5–0   | ليفسكي صوفيا |
| ------------------------------------------------------------------------------------------- | ----- | ------------ |
| دانييل كاريكو 30' · مانيش 43' · دييغو سالوماو 53' · هيلدر بوستيغا 61' · ماتياس فرنانديز 79' | تقرير |              |

| سبورتينغ لشبونة                                                    | 5–1   | نادي غينت |
| ------------------------------------------------------------------ | ----- | --------- |
| دييغو سالوماو 7' · ليدسون 13'، 27' · مانيش 37' · هيلدر بوستيغا 59' | تقرير | Wils 16'  |

| نادي ليل           | 1–0   | ليفسكي صوفيا |
| ------------------ | ----- | ------------ |
| أوريليان شيدجو 49' | تقرير |              |

| نادي غينت                                                          | 3–1   | سبورتينغ لشبونة   |
| ------------------------------------------------------------------ | ----- | ----------------- |
| تيم سمولديرز 7' (ركلة.) · إبراهيما كونتي 79' · شلومي اربايتمان 82' | تقرير | كارلوس ساليرو 38' |

| ليفسكي صوفيا                      | 2–2   | نادي ليل                                    |
| --------------------------------- | ----- | ------------------------------------------- |
| Dembélé 11' · فلاديمير غادييف 82' | تقرير | توليو دي ميلو 35' · إيفو إيفانوف 88' (ه.ذ.) |

| سبورتينغ لشبونة   | 1–0   | نادي ليل |
| ----------------- | ----- | -------- |
| أندرسون بولغا 28' | تقرير |          |

| نادي غينت                | 1–0   | ليفسكي صوفيا |
| ------------------------ | ----- | ------------ |
| والاس فرناندو بيريرا 77' | تقرير |              |

| نادي ليل                                                 | 3–0   | نادي غينت |
| -------------------------------------------------------- | ----- | --------- |
| لودوفيك أوبرانياك 30' · بيير-ألان فراو 56' · موسى سو 89' | تقرير |           |

| ليفسكي صوفيا       | 1–0   | سبورتينغ لشبونة |
| ------------------ | ----- | --------------- |
| دانيل ملادينوف 45' | تقرير |                 |

### المجموعة د
| م | الفريق      | لعب | ف | ت | خ | أ.له | أ.ع | أ.ف | نقاط | التأهل                    |
| - | ----------- | --- | - | - | - | ---- | --- | --- | ---- | ------------------------- |
| 1 | فياريال     | 6   | 4 | 0 | 2 | 8    | 5   | +3  | 12   | يتقدم لمرحلة خروج المغلوب |
| 2 | باوك        | 6   | 3 | 2 | 1 | 5    | 3   | +2  | 11   | يتقدم لمرحلة خروج المغلوب |
| 3 | دينامو زغرب | 6   | 2 | 1 | 3 | 4    | 5   | −1  | 7    |                           |
| 4 | كلوب بروج   | 6   | 0 | 3 | 3 | 4    | 8   | −4  | 3    |                           |

| نادي دينامو زغرب                   | 2–0   | نادي فياريال |
| ---------------------------------- | ----- | ------------ |
| أنتي روكافينا 18' · جورجي سمير 80' | تقرير |              |

| نادي كلوب بروج           | 1–1   | نادي باوك           |
| ------------------------ | ----- | ------------------- |
| روستارد دورج كويماها 61' | تقرير | ستيليوس ماليزاس 78' |

| نادي باوك | 1–0   | نادي دينامو زغرب |
| --------- | ----- | ---------------- |
| Ivić 56'  | تقرير |                  |

| نادي فياريال                                  | 2–1   | نادي كلوب بروج |
| --------------------------------------------- | ----- | -------------- |
| جوسيبي روسي 41' · غونزالو خافيير رودريغيز 56' | تقرير | Donk 45+2'     |

| نادي فياريال   | 1–0   | نادي باوك |
| -------------- | ----- | --------- |
| ماركو روبن 38' | تقرير |           |

| نادي دينامو زغرب | 0–0   | نادي كلوب بروج |
| ---------------- | ----- | -------------- |
|                  | تقرير |                |

| نادي باوك    | 1–0   | نادي فياريال |
| ------------ | ----- | ------------ |
| فييرينيا 70' | تقرير |              |

| نادي كلوب بروج | 0–2   | نادي دينامو زغرب                  |
| -------------- | ----- | --------------------------------- |
|                | تقرير | جورجي سمير 55' · ايغور بيسكان 59' |

| نادي فياريال                                  | 3–0   | نادي دينامو زغرب |
| --------------------------------------------- | ----- | ---------------- |
| جوسيبي روسي 25' (ركلة.)، 80' · ماركو روبن 62' | تقرير |                  |

| نادي باوك    | 1–1   | نادي كلوب بروج        |
| ------------ | ----- | --------------------- |
| فييرينيا 25' | تقرير | ستيفان شتشيبوفيتش 89' |

| نادي دينامو زغرب | 0–1   | نادي باوك                |
| ---------------- | ----- | ------------------------ |
|                  | تقرير | ديميتريس سالبينغيديس 60' |

| نادي كلوب بروج           | 1–2   | نادي فياريال                 |
| ------------------------ | ----- | ---------------------------- |
| روستارد دورج كويماها 28' | تقرير | جوسيبي روسي 30'، 34' (ركلة.) |

### المجموعة ر
| م | الفريق        | لعب | ف | ت | خ | أ.له | أ.ع | أ.ف | نقاط | التأهل                    |
| - | ------------- | --- | - | - | - | ---- | --- | --- | ---- | ------------------------- |
| 1 | دينامو كييف   | 6   | 3 | 2 | 1 | 10   | 6   | +4  | 11   | يتقدم لمرحلة خروج المغلوب |
| 2 | باتي بوريسوف  | 6   | 3 | 1 | 2 | 11   | 11  | 0   | 10   | يتقدم لمرحلة خروج المغلوب |
| 3 | إي زد         | 6   | 2 | 1 | 3 | 8    | 10  | −2  | 7    |                           |
| 4 | شريف تيراسبول | 6   | 1 | 2 | 3 | 5    | 7   | −2  | 5    |                           |

| إي زد ألكمار                               | 2–1   | نادي شريف تيراسبول       |
| ------------------------------------------ | ----- | ------------------------ |
| يوهان بيرغ غودموندسون 14' · كيو يالينز 83' | تقرير | هيكتور مورينو 68' (ه.ذ.) |

| دينامو كييف                              | 2–2   | باتي بوريسوف                         |
| ---------------------------------------- | ----- | ------------------------------------ |
| أرتيم ميليفسكي 34' · رومان إيريمينكو 44' | تقرير | فيتالي روديونوف 3' · Nyakhaychyk 54' |

| باتي بوريسوف                                                                             | 4–1   | إي زد ألكمار         |
| ---------------------------------------------------------------------------------------- | ----- | -------------------- |
| فيتالي روديونوف 5' · Kontsevoy 48' · رينان بارديني بريسان 77' (ركلة.) · Alyakhnovich 83' | تقرير | كولبين سيغبورسون 89' |

| نادي شريف تيراسبول                           | 2–0   | دينامو كييف |
| -------------------------------------------- | ----- | ----------- |
| ألكسندر إيروكين 8' · جيمي فرانكا 37' (ركلة.) | تقرير |             |

| نادي شريف تيراسبول | 0–1   | باتي بوريسوف |
| ------------------ | ----- | ------------ |
|                    | تقرير | Sosnovski 8' |

| إي زد ألكمار         | 1–2   | دينامو كييف                               |
| -------------------- | ----- | ----------------------------------------- |
| إريك فالكين بيرغ 35' | تقرير | أرتيم ميليفسكي 16' · ييفغين خاتشيريدي 40' |

| باتي بوريسوف                                                | 3–1   | نادي شريف تيراسبول  |
| ----------------------------------------------------------- | ----- | ------------------- |
| فيتالي روديونوف 15' · Pawlaw 70' · رينان بارديني بريسان 75' | تقرير | ألكسندر إيروكين 32' |

| دينامو كييف             | 2–0   | إي زد ألكمار |
| ----------------------- | ----- | ------------ |
| أرتيم ميليفسكي 47'، 61' | تقرير |              |

| نادي شريف تيراسبول | 1–1   | إي زد ألكمار    |
| ------------------ | ----- | --------------- |
| فلوران رووامبا 54' | تقرير | بريت هولمان 17' |

| باتي بوريسوف    | 1–4   | دينامو كييف                                                                                  |
| --------------- | ----- | -------------------------------------------------------------------------------------------- |
| Nyakhaychyk 84' | تقرير | أوغنين فوكوييفيتش 16' · أندري يارمولينكو 43' · أوليغ هوسييف 50' (ركلة.) · أرتيم ميليفسكي 68' |

| إي زد ألكمار                            | 3–0   | باتي بوريسوف |
| --------------------------------------- | ----- | ------------ |
| كولبين سيغبورسون 7'، 84' · أدم ماهر 86' | تقرير |              |

| دينامو كييف | 0–0   | نادي شريف تيراسبول |
| ----------- | ----- | ------------------ |
|             | تقرير |                    |

### المجموعة س
| م | الفريق      | لعب | ف | ت | خ | أ.له | أ.ع | أ.ف | نقاط | التأهل                    |
| - | ----------- | --- | - | - | - | ---- | --- | --- | ---- | ------------------------- |
| 1 | سيسكا موسكو | 6   | 5 | 1 | 0 | 18   | 3   | +15 | 16   | يتقدم لمرحلة خروج المغلوب |
| 2 | سبارتا براغ | 6   | 2 | 3 | 1 | 12   | 12  | 0   | 9    | يتقدم لمرحلة خروج المغلوب |
| 3 | باليرمو     | 6   | 2 | 1 | 3 | 7    | 11  | −4  | 7    |                           |
| 4 | لوزان-سبور  | 6   | 0 | 1 | 5 | 5    | 16  | −11 | 1    |                           |

| سبارتا براغ                                           | 3–2   | نادي باليرمو                         |
| ----------------------------------------------------- | ----- | ------------------------------------ |
| ويلفريد بوني 17' · Kladrubský 68' · فاكلاف كادليك 75' | تقرير | ماسيمو مكاروني 38' · أبل هرناندز 83' |

| نادي لوزان | 0–3   | نادي سيسكا موسكو                                   |
| ---------- | ----- | -------------------------------------------------- |
|            | تقرير | فاغنر لوف 22'، 80' (ركلة.) · سيرغي إيغناشيفيتش 68' |

| نادي سيسكا موسكو                                 | 3–0   | سبارتا براغ |
| ------------------------------------------------ | ----- | ----------- |
| سيدو دومبيا 72'، 86' · مارك غونزاليس 84' (ركلة.) | تقرير |             |

| نادي باليرمو        | 1–0   | نادي لوزان |
| ------------------- | ----- | ---------- |
| جوليو ميجلياشيو 79' | تقرير |            |

| نادي باليرمو | 0–3   | نادي سيسكا موسكو                       |
| ------------ | ----- | -------------------------------------- |
|              | تقرير | سيدو دومبيا 34'، 59' · توماش نتسيد 82' |

| سبارتا براغ                              | 3–3   | نادي لوزان                                 |
| ---------------------------------------- | ----- | ------------------------------------------ |
| ويلفريد بوني 10'، 24' · يوراي كوتشكا 21' | تقرير | Meoli 6' · مارتن ستيوبل 75' · Sílvio 90+5' |

| نادي سيسكا موسكو                        | 3–1   | نادي باليرمو       |
| --------------------------------------- | ----- | ------------------ |
| كيسوكي هوندا 47' · توماش نتسيد 50'، 54' | تقرير | ماسيمو مكاروني 10' |

| نادي لوزان | 1–3   | سبارتا براغ                                  |
| ---------- | ----- | -------------------------------------------- |
| Katz 6'    | تقرير | ويلفريد بوني 45'، 90+6' · ليونارد كويوكي 75' |

| نادي سيسكا موسكو                                                              | 5–1   | نادي لوزان    |
| ----------------------------------------------------------------------------- | ----- | ------------- |
| توماش نتسيد 18'، 82' · سيكو أوليسيه 22' · زوران توشيتش 40' · ألان دزاغويف 71' | تقرير | Carrupt 90+2' |

| نادي باليرمو                                   | 2–2   | سبارتا براغ                               |
| ---------------------------------------------- | ----- | ----------------------------------------- |
| نيكولا ريجوني 23' · ماوريسيو بينيا 60' (ركلة.) | تقرير | Kladrubský 51' (ركلة.) · يوراي كوتشكا 62' |

| سبارتا براغ       | 1–1   | نادي سيسكا موسكو |
| ----------------- | ----- | ---------------- |
| فاكلاف كادليك 44' | تقرير | ألان دزاغويف 15' |

| نادي لوزان | 0–1   | نادي باليرمو       |
| ---------- | ----- | ------------------ |
|            | تقرير | إزيكييل مونيوث 84' |

### المجموعة ص
| م | الفريق             | لعب | ف | ت | خ | أ.له | أ.ع | أ.ف | نقاط | التأهل                    |
| - | ------------------ | --- | - | - | - | ---- | --- | --- | ---- | ------------------------- |
| 1 | زينيت سانت بطرسبرغ | 6   | 6 | 0 | 0 | 18   | 6   | +12 | 18   | يتقدم لمرحلة خروج المغلوب |
| 2 | أندرلخت            | 6   | 2 | 1 | 3 | 8    | 8   | 0   | 7    | يتقدم لمرحلة خروج المغلوب |
| 3 | أيك أثينا          | 6   | 2 | 1 | 3 | 9    | 13  | −4  | 7    |                           |
| 4 | هايدوك سبليت       | 6   | 1 | 0 | 5 | 5    | 13  | −8  | 3    |                           |

| نادي رويال أندرلخت | 1–3   | زينيت سانت بطرسبرغ             |
| ------------------ | ----- | ------------------------------ |
| رولاند يوهاس 66'   | تقرير | ألكساندر كيرجاكوف 8'، 33'، 44' |

| أيك أثينا                                                      | 3–1   | هايدوك سبليت                  |
| -------------------------------------------------------------- | ----- | ----------------------------- |
| رفيق جبور 12' · نيكوس ليبروبولوس 65' · اغناسيو مارتن سكوكو 89' | تقرير | سينياد إيبريتشيتش 29' (ركلة.) |

| هايدوك سبليت  | 1–0   | نادي رويال أندرلخت |
| ------------- | ----- | ------------------ |
| Vukušić 90+5' | تقرير |                    |

| زينيت سانت بطرسبرغ                                                    | 4–2   | أيك أثينا                                        |
| --------------------------------------------------------------------- | ----- | ------------------------------------------------ |
| توماس هوبوتشان 1' · برونو ألفيش 13' · دانكو لازوفيتش 43' (ركلة.)، 57' | تقرير | نيكوس ليبروبولوس 37' · بانتليس كافيس 83' (ركلة.) |

| زينيت سانت بطرسبرغ               | 2–0   | هايدوك سبليت |
| -------------------------------- | ----- | ------------ |
| أليكساندر بوخاروف 25' · داني 68' | تقرير |              |

| نادي رويال أندرلخت                                      | 3–0   | أيك أثينا |
| ------------------------------------------------------- | ----- | --------- |
| مبارك بوصوفة 31' · روميلو لوكاكو 71' · رولاند يوهاس 75' | تقرير |           |

| هايدوك سبليت               | 2–3   | زينيت سانت بطرسبرغ                                                 |
| -------------------------- | ----- | ------------------------------------------------------------------ |
| Ljubičić 68' · Vukušić 82' | تقرير | ألكسي يونوف 31' · سابولتش هوستي 47' (ركلة.) · أليساندرو روسينا 50' |

| أيك أثينا                  | 1–1   | نادي رويال أندرلخت |
| -------------------------- | ----- | ------------------ |
| إسماعيل بلانكو 48' (ركلة.) | تقرير | يان بولاك 55'      |

| زينيت سانت بطرسبرغ                                          | 3–1   | نادي رويال أندرلخت |
| ----------------------------------------------------------- | ----- | ------------------ |
| ألكسي يونوف 12' · أليكساندر بوخاروف 65' · سابولتش هوستي 88' | تقرير | Kanu 87'           |

| هايدوك سبليت      | 1–3   | أيك أثينا                                                                 |
| ----------------- | ----- | ------------------------------------------------------------------------- |
| يوريكا بوليات 90' | تقرير | اغناسيو مارتن سكوكو 50' (ركلة.) · كوستاس مانولاس 61' · إسماعيل بلانكو 84' |

| نادي رويال أندرلخت                  | 2–0   | هايدوك سبليت |
| ----------------------------------- | ----- | ------------ |
| توم دي سوتر 12' · ماتياس سواريز 41' | تقرير |              |

| أيك أثينا | 0–3   | زينيت سانت بطرسبرغ                                               |
| --------- | ----- | ---------------------------------------------------------------- |
|           | تقرير | أليكساندر بوخاروف 43' · أليساندرو روسينا 67' · إيغور دينيسوف 88' |

### المجموعة ط
| م | الفريق    | لعب | ف | ت | خ | أ.له | أ.ع | أ.ف | نقاط | التأهل                    |
| - | --------- | --- | - | - | - | ---- | --- | --- | ---- | ------------------------- |
| 1 | شتوتغارت  | 6   | 5 | 0 | 1 | 16   | 6   | +10 | 15   | يتقدم لمرحلة خروج المغلوب |
| 2 | يانغ بويز | 6   | 3 | 0 | 3 | 10   | 10  | 0   | 9    | يتقدم لمرحلة خروج المغلوب |
| 3 | خيتافي    | 6   | 2 | 1 | 3 | 4    | 8   | −4  | 7    |                           |
| 4 | أودنسه    | 6   | 1 | 1 | 4 | 8    | 14  | −6  | 4    |                           |

| نادي شتوتغارت                                              | 3–0   | نادي يانغ بويز |
| ---------------------------------------------------------- | ----- | -------------- |
| كاكاو 23' (ركلة.) · كريستيان غنتنر 59' · سيردار تاشي 90+1' | تقرير |                |

| نادي خيتافي                                 | 2–1   | نادي أودنسه             |
| ------------------------------------------- | ----- | ----------------------- |
| أنخيل خافيير أريزميندي 51' · بيدرو ريوس 81' | تقرير | هانس هينريك اندرسين 44' |

| نادي أودنسه                         | 1–2   | نادي شتوتغارت                              |
| ----------------------------------- | ----- | ------------------------------------------ |
| أندرياس يوهانسون (لاعب كرة قدم) 78' | تقرير | زدرافكو كوزمانوفيتش 72' · مارتن هارنيك 86' |

| نادي يانغ بويز      | 2–0   | نادي خيتافي |
| ------------------- | ----- | ----------- |
| ديفيد ديغن 11'، 64' | تقرير |             |

| نادي يانغ بويز                                                         | 4–2   | نادي أودنسه                                |
| ---------------------------------------------------------------------- | ----- | ------------------------------------------ |
| هنري بيانفونا 25' · سكوت سوتير 34' · ديفيد ديغن 61' · سيناد لوليتش 74' | تقرير | بيتر أوتاكا 48' · كريس سورينسن 84' (ركلة.) |

| نادي شتوتغارت      | 1–0   | نادي خيتافي |
| ------------------ | ----- | ----------- |
| سيبريان ماريكا 29' | تقرير |             |

| نادي أودنسه                  | 2–0   | نادي يانغ بويز |
| ---------------------------- | ----- | -------------- |
| هانس هينريك اندرسين 12'، 60' | تقرير |                |

| نادي خيتافي | 0–3   | نادي شتوتغارت                                            |
| ----------- | ----- | -------------------------------------------------------- |
|             | تقرير | سيبريان ماريكا 26' · تيمو غيبهارت 64' · مارتن هارنيك 76' |

| نادي يانغ بويز                                             | 4–2   | نادي شتوتغارت                         |
| ---------------------------------------------------------- | ----- | ------------------------------------- |
| ديفيد ديغن 34' · سكوت سوتير 78' · إيمانويل مايوكا 81'، 82' | تقرير | بافل بوغريبنياك 48' · سفين شيبلوك 68' |

| نادي أودنسه               | 1–1   | نادي خيتافي    |
| ------------------------- | ----- | -------------- |
| هانس هينريك اندرسين 90+2' | تقرير | بيدرو ريوس 17' |

| نادي شتوتغارت | 5–1   | نادي أودنسه     |
| --- | ----- | --------------- |
| تيمو غيبهارت 20' · دانييل هوغ 48' (ه.ذ.) · كريستيان غنتنر 65' · أنديرس مولر كريستنسن 70' (ه.ذ.) · سيبريان ماريكا 90+3' | تقرير | بيتر أوتاكا 72' |

| نادي خيتافي   | 1–0   | نادي يانغ بويز |
| ------------- | ----- | -------------- |
| Sardinero 15' | تقرير |                |

### المجموعة ع
| م | الفريق            | لعب | ف | ت | خ | أ.له | أ.ع | أ.ف | نقاط | التأهل                    |
| - | ----------------- | --- | - | - | - | ---- | --- | --- | ---- | ------------------------- |
| 1 | بي إس في آيندهوفن | 6   | 4 | 2 | 0 | 10   | 3   | +7  | 14   | يتقدم لمرحلة خروج المغلوب |
| 2 | ميتاليست خاركيف   | 6   | 3 | 2 | 1 | 9    | 4   | +5  | 11   | يتقدم لمرحلة خروج المغلوب |
| 3 | سامبدوريا         | 6   | 1 | 2 | 3 | 4    | 7   | −3  | 5    |                           |
| 4 | دبرتسن            | 6   | 1 | 0 | 5 | 4    | 13  | −9  | 3    |                           |

| نادي دبرتسني | 0–5   | نادي ميتاليست خاركيف                                              |
| ------------ | ----- | ----------------------------------------------------------------- |
|              | تقرير | إدمار 24'، 74' · كلايتون كزافييه 34' · Fininho 77' · Valyayev 89' |

| نادي آيندهوفن     | 1–1   | نادي سامبدوريا         |
| ----------------- | ----- | ---------------------- |
| بالاج دجودجاك 90' | تقرير | فابريزيو كاكياتوري 25' |

| نادي سامبدوريا               | 1–0   | نادي دبرتسني |
| ---------------------------- | ----- | ------------ |
| جيامباولو بازيني 18' (ركلة.) | تقرير |              |

| نادي ميتاليست خاركيف | 0–2   | نادي آيندهوفن                               |
| -------------------- | ----- | ------------------------------------------- |
|                      | تقرير | بالاج دجودجاك 27' (ركلة.) · ماركوس بيرغ 30' |

| نادي ميتاليست خاركيف             | 2–1   | نادي سامبدوريا     |
| -------------------------------- | ----- | ------------------ |
| تايسون 38' · كلايتون كزافييه 73' | تقرير | فلاديمير كومان 32' |

| نادي دبرتسني          | 1–2   | نادي آيندهوفن                            |
| --------------------- | ----- | ---------------------------------------- |
| ميرساد ميادينوسكي 35' | تقرير | أورلاندو إنغيلار 40' · بالاج دجودجاك 66' |

| نادي سامبدوريا | 0–0   | نادي ميتاليست خاركيف |
| -------------- | ----- | -------------------- |
|                | تقرير |                      |

| نادي آيندهوفن                                            | 3–0   | نادي دبرتسني |
| -------------------------------------------------------- | ----- | ------------ |
| إبراهيم أفيلاي 22' · جوناثان ريس 44' · ستاين فويتينس 88' | تقرير |              |

| نادي ميتاليست خاركيف                | 2–1   | نادي دبرتسني    |
| ----------------------------------- | ----- | --------------- |
| Bódi 52' (ه.ذ.) · دينيس أولينيك 88' | تقرير | Czvitkovics 48' |

| نادي سامبدوريا         | 1–2   | نادي آيندهوفن          |
| ---------------------- | ----- | ---------------------- |
| جيامباولو بازيني 45+3' | تقرير | أولا تويفونين 51'، 90' |

| نادي دبرتسني                        | 2–0   | نادي سامبدوريا |
| ----------------------------------- | ----- | -------------- |
| Kabát 48' · ماسيمو فولتا 86' (ه.ذ.) | تقرير |                |

| نادي آيندهوفن | 0–0   | نادي ميتاليست خاركيف |
| ------------- | ----- | -------------------- |
|               | تقرير |                      |

### المجموعة ف
| م | الفريق           | لعب | ف | ت | خ | أ.له | أ.ع | أ.ف | نقاط | التأهل                    |
| - | ---------------- | --- | - | - | - | ---- | --- | --- | ---- | ------------------------- |
| 1 | باريس سان جيرمان | 6   | 3 | 3 | 0 | 9    | 4   | +5  | 12   | يتقدم لمرحلة خروج المغلوب |
| 2 | إشبيلية          | 6   | 3 | 1 | 2 | 10   | 7   | +3  | 10   | يتقدم لمرحلة خروج المغلوب |
| 3 | بوروسيا دورتموند | 6   | 2 | 3 | 1 | 10   | 7   | +3  | 9    |                           |
| 4 | كارباتي لفيف     | 6   | 0 | 1 | 5 | 4    | 15  | −11 | 1    |                           |

| نادي كارباتي لفيف                                         | 3–4   | بوروسيا دورتموند                                                   |
| --------------------------------------------------------- | ----- | ------------------------------------------------------------------ |
| Holodyuk 44' · ميخايلو كوبولوفيست 52' · دينيس كوزانوف 78' | تقرير | نوري شاهين 12' (ركلة.) · ماريو غوتزه 27'، 90+2' · لوكاس باريوس 87' |

| نادي إشبيلية | 0–1   | باريس سان جيرمان |
| ------------ | ----- | ---------------- |
|              | تقرير | نيني 75'         |

| باريس سان جيرمان            | 2–0   | نادي كارباتي لفيف |
| --------------------------- | ----- | ----------------- |
| كريستوف جاليه 4' · نيني 20' | تقرير |                   |

| بوروسيا دورتموند | 0–1   | نادي إشبيلية         |
| ---------------- | ----- | -------------------- |
|                  | تقرير | لوكا تشيغاريني 45+1' |

| بوروسيا دورتموند       | 1–1   | باريس سان جيرمان   |
| ---------------------- | ----- | ------------------ |
| نوري شاهين 50' (ركلة.) | تقرير | كليمينت شانتوم 87' |

| نادي كارباتي لفيف | 0–1   | نادي إشبيلية         |
| ----------------- | ----- | -------------------- |
|                   | تقرير | فريديريك كانوتيه 34' |

| باريس سان جيرمان | 0–0   | بوروسيا دورتموند |
| ---------------- | ----- | ---------------- |
|                  | تقرير |                  |

| نادي إشبيلية                                                       | 4–0   | نادي كارباتي لفيف |
| ------------------------------------------------------------------ | ----- | ----------------- |
| أليخاندرو ألفارو 9'، 42' · لوكا تشيغاريني 31' · ألفارو نيغريدو 51' | تقرير |                   |

| بوروسيا دورتموند                                         | 3–0   | نادي كارباتي لفيف |
| -------------------------------------------------------- | ----- | ----------------- |
| شينجي كاغاوا 5' · ماتس هوملز 49' · روبرت ليفاندوفسكي 89' | تقرير |                   |

| باريس سان جيرمان                                 | 4–2   | نادي إشبيلية              |
| ------------------------------------------------ | ----- | ------------------------- |
| ماثيو بودمر 17' · غيوم هوارو 20'، 47' · نيني 45' | تقرير | فريديريك كانوتيه 32'، 36' |

| نادي كارباتي لفيف  | 1–1   | باريس سان جيرمان    |
| ------------------ | ----- | ------------------- |
| أرتيم فيديتسكي 45' | تقرير | بيغوي لوييندولا 39' |

| نادي إشبيلية                       | 2–2   | بوروسيا دورتموند                     |
| ---------------------------------- | ----- | ------------------------------------ |
| روماريك 31' · فريديريك كانوتيه 35' | تقرير | شينجي كاغاوا 4' · نيفين سوبوتيتش 49' |

### المجموعة ق
| م | الفريق        | لعب | ف | ت | خ | أ.له | أ.ع | أ.ف | نقاط | التأهل                    |
| - | ------------- | --- | - | - | - | ---- | --- | --- | ---- | ------------------------- |
| 1 | ليفربول       | 6   | 2 | 4 | 0 | 8    | 3   | +5  | 10   | يتقدم لمرحلة خروج المغلوب |
| 2 | نابولي        | 6   | 1 | 4 | 1 | 8    | 9   | −1  | 7    | يتقدم لمرحلة خروج المغلوب |
| 3 | ستيوا بوخارست | 6   | 1 | 3 | 2 | 9    | 11  | −2  | 6    |                           |
| 4 | أوترخت        | 6   | 0 | 5 | 1 | 5    | 7   | −2  | 5    |                           |

| نادي نابولي | 0–0   | نادي أوترخت |
| ----------- | ----- | ----------- |
|             | تقرير |             |

| نادي ليفربول                                               | 4–1   | نادي ستيوا بوخارست  |
| ---------------------------------------------------------- | ----- | ------------------- |
| جو كول 1' · ديفيد نغوغ 55' (ركلة.)، 90+1' · لوكاس ليفا 81' | تقرير | كريستيان تاناسي 13' |

| نادي ستيوا بوخارست                                                      | 3–3   | نادي نابولي                                                |
| ----------------------------------------------------------------------- | ----- | ---------------------------------------------------------- |
| سانشيز كريباري 2' (ه.ذ.) · كريستيان تاناسي 11' · بانتيليس كابيتانوس 16' | تقرير | لويجي فيتالي 44' · ماريك هامشيك 73' · إدينسون كافاني 90+8' |

| نادي أوترخت | 0–0   | نادي ليفربول |
| ----------- | ----- | ------------ |
|             | تقرير |              |

| نادي أوترخت       | 1–1   | نادي ستيوا بوخارست  |
| ----------------- | ----- | ------------------- |
| إدوارد دوبلان 60' | تقرير | الي سخوت 75' (ه.ذ.) |

| نادي نابولي | 0–0   | نادي ليفربول |
| ----------- | ----- | ------------ |
|             | تقرير |              |

| نادي ستيوا بوخارست                  | 3–1   | نادي أوترخت     |
| ----------------------------------- | ----- | --------------- |
| Gardoș 29' · بوغدان ستانكو 52'، 53' | تقرير | دريس ميرتنز 33' |

| نادي ليفربول                       | 3–1   | نادي نابولي         |
| ---------------------------------- | ----- | ------------------- |
| ستيفن جيرارد 76'، 88' (ركلة.)، 89' | تقرير | إزيكييل لافيتزي 28' |

| نادي أوترخت                                             | 3–3   | نادي نابولي                         |
| ------------------------------------------------------- | ----- | ----------------------------------- |
| ريكي فان فولفسفينكل 6'، 28' (ركلة.) · فرانك ديموجيه 35' | تقرير | إدينسون كافاني 5'، 42'، 70' (ركلة.) |

| نادي ستيوا بوخارست | 1–1   | نادي ليفربول         |
| ------------------ | ----- | -------------------- |
| Bonfim 61'         | تقرير | ميلان يوفانوفيتش 19' |

| نادي نابولي          | 1–0   | نادي ستيوا بوخارست |
| -------------------- | ----- | ------------------ |
| إدينسون كافاني 90+3' | تقرير |                    |

| نادي ليفربول | 0–0   | نادي أوترخت |
| ------------ | ----- | ----------- |
|              | تقرير |             |

### المجموعة ك
| م | الفريق      | لعب | ف | ت | خ | أ.له | أ.ع | أ.ف | نقاط | التأهل                    |
| - | ----------- | --- | - | - | - | ---- | --- | --- | ---- | ------------------------- |
| 1 | بورتو       | 6   | 5 | 1 | 0 | 14   | 4   | +10 | 16   | يتقدم لمرحلة خروج المغلوب |
| 2 | بشكتاش      | 6   | 4 | 1 | 1 | 9    | 6   | +3  | 13   | يتقدم لمرحلة خروج المغلوب |
| 3 | رابيد فيينا | 6   | 1 | 0 | 5 | 5    | 12  | −7  | 3    |                           |
| 4 | سسكا صوفيا  | 6   | 1 | 0 | 5 | 4    | 10  | −6  | 3    |                           |

| نادي بشكتاش      | 1–0   | سسكا صوفيا |
| ---------------- | ----- | ---------- |
| فابيان إرنست 90' | تقرير |            |

| نادي بورتو                                          | 3–0   | رابيد فيينا |
| --------------------------------------------------- | ----- | ----------- |
| رولاندو 26' · راداميل فالكاو 65' · روبن ميكائيل 77' | تقرير |             |

| رابيد فيينا     | 1–2   | نادي بشكتاش                                             |
| --------------- | ----- | ------------------------------------------------------- |
| فيلي كافلاك 51' | تقرير | فيليب هولوشكو 55' · بوبو (لاعب كرة قدم مواليد 1985) 64' |

| سسكا صوفيا | 0–1   | نادي بورتو         |
| ---------- | ----- | ------------------ |
|            | تقرير | راداميل فالكاو 16' |

| سسكا صوفيا | 0–2   | رابيد فيينا                                   |
| ---------- | ----- | --------------------------------------------- |
|            | تقرير | يان فينغور أوف هيسلينك 28' · ستيفن هوفمان 32' |

| نادي بشكتاش                           | 1–3   | نادي بورتو                                        |
| ------------------------------------- | ----- | ------------------------------------------------- |
| بوبو (لاعب كرة قدم مواليد 1985) 90+2' | تقرير | راداميل فالكاو 26' · هالك (لاعب كرة قدم) 59'، 78' |

| رابيد فيينا            | 1–2   | سسكا صوفيا                         |
| ---------------------- | ----- | ---------------------------------- |
| حمدي صالحي 56' (ركلة.) | تقرير | تودور يانتشيف 50' · Marquinhos 64' |

| نادي بورتو                 | 1–1   | نادي بشكتاش    |
| -------------------------- | ----- | -------------- |
| راداميل فالكاو 36' (ركلة.) | تقرير | نهاد قهوجي 62' |

| سسكا صوفيا         | 1–2   | نادي بشكتاش                       |
| ------------------ | ----- | --------------------------------- |
| سيليان شيريدان 79' | تقرير | Zápotočný 59' · فيليب هولوشكو 64' |

| رابيد فيينا         | 1–3   | نادي بورتو                   |
| ------------------- | ----- | ---------------------------- |
| كريستوفر تريميل 39' | تقرير | راداميل فالكاو 42'، 86'، 88' |

| نادي بشكتاش                             | 2–0   | رابيد فيينا |
| --------------------------------------- | ----- | ----------- |
| ريكاردو كواريسما 32' · فابيان إرنست 45' | تقرير |             |

| نادي بورتو                                                     | 3–1   | سسكا صوفيا     |
| -------------------------------------------------------------- | ----- | -------------- |
| نيكولاس أوتامندي 22' · روبن ميكائيل 54' · خاميس رودريغيز 90+3' | تقرير | سباس ديليف 48' |